# Profitkvotens fallande tendens
Lagen om profitkvotens fallande tendens, eller i andra översättningar, profitkvotens tendens till fall, är en marxistisk ekonomikritisk term och en av de två centrala tendenslagarna i Karl Marx Kapitalet. Den gör gällande att kapitalisters vinst (eller profit) i förhållande till investering minskar ju mer kapitalet ackumuleras. Det ska inte förväxlas med att den totala vinsten minskar. Termen profitkvot syftar på förhållandet mellan mervärdet — i marxistisk terminologi definierat som det överskott som uppstår då värdet av arbetarnas produkt överstiger värdet av deras lön — och det totala investerade kapitalet. Enligt Marx ökar med tiden kapitalets organiska sammansättning, det vill säga det konstanta kapitalet (råvaror, maskiner byggnader och så vidare) i förhållande till det variabla kapitalet (arbetskraften). Men eftersom det enligt Marx endast är mänskligt arbete som kan producera nytt abstrakt värde minskar följaktligen profitkvoten. För att undvika att profitkvoten faller måste mervärdekvoten växa i takt med kapitalets organiska sammansättning, vilket rent konkret innebär att utsugningen av arbetarna ökar.